# Augusta Lütken
Augusta Sophie Wilhelmine Lütken, född Schou den 4 oktober 1855 i Köpenhamn, död där den 26 september 1910, var en dansk operasångerska.
Lütken debuterade 1876 på Kungliga teatern och hade genast framgång genom sin sällsynt höga sopranstämma samt sin färdighet som koloratursångerska. Hon utförde en mängd stora sångpartier och vann i hög grad publikens ynnest, men måste 1885 på grund av sjukdom dra sig tillbaka från scenen. År 1891 uppträdde hon dock ånyo som gäst med samma framgång. Från 1880 var hon gift med sjöofficeren Otto Lütken (1849–1906), som författade en rad sjökrigshistoriska arbeten: Om Peter Willemoes (1884), Nordsøeskadren og Kampen ved Helgoland (samma år), De danske paa Schelden 1808–1813 (1885–1888) och Søkrigsbegivenhederne i 1864 (1896).